# Chlorobactane
Le chlorobactane est le produit diagénétique du chlorobactène, caroténoïde aromatique produit uniquement par des bactéries vertes sulfureuses à pigment vert de l'ordre des Chlorobiales. Observé dans la matière organique dès le Paléoprotérozoïque, son identité en tant que biomarqueur diagnostique a été utilisée pour interpréter les environnements anciens,.
Le biomarqueur sédimentaire chlorobactane dérive du chlorobactène et de l'hydroxychlorobactène de ces espèces pigmentées vertes.

## Contexte

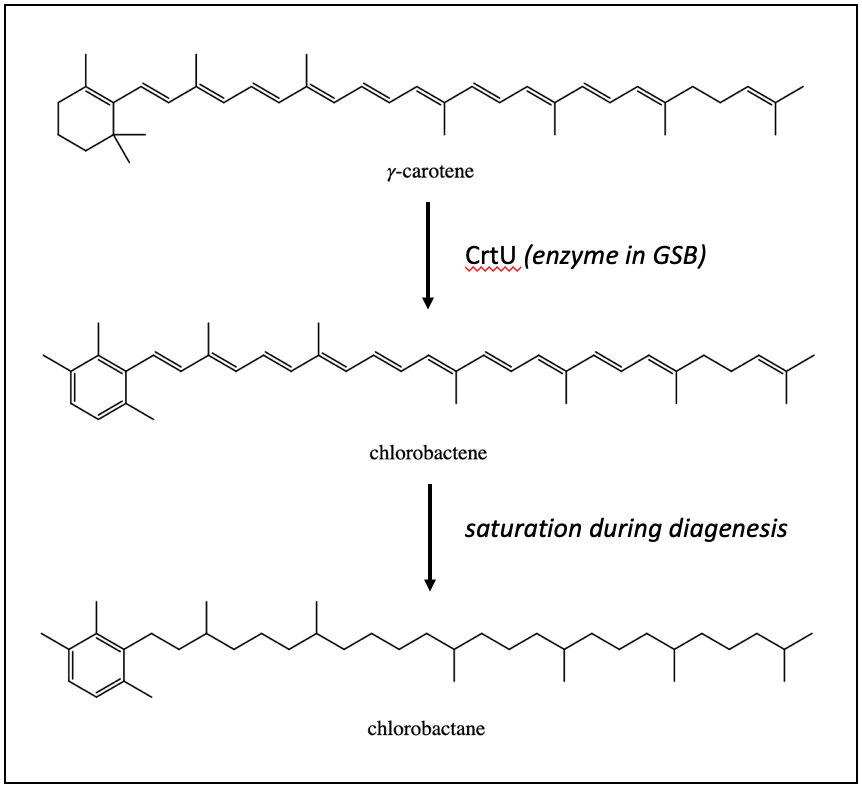
Biosynthèse du chlorobactène.

Le chlorobactène est un pigment accessoire monocyclique utilisé par les bactéries vertes sulfureuses pour capturer des électrons à partir de longueurs d'onde du spectre de la lumière visible. Les bactéries vertes sulfureuses vivent dans des zones anaérobies et sulfurées (euxiniques) en présence de lumière, c'est pourquoi on les trouve le plus souvent dans les lacs et étangs méromictiques, les sédiments et certaines régions de la mer Noire. L'enzyme CrtU convertit le γ-carotène en chlorobactène en déplaçant le groupe méthyle C17 du site C1 au site C2,.

## Conservation
Après le transport et l'enfouissement, les processus diagénétiques saturent la chaîne hydrocarbonée, la transformant en la structure entièrement saturée du chlorobactane.
L'isoréneiratène est une molécule aromatique captant la lumière interprétée comme un biomarqueur pour les bactéries vertes sulfureuses à pigments bruns du même ordre, les Chlorobiales, et sa forme fossile (isorénieratane) est souvent trouvée en cooccurrence avec le chlorobactène dans les matières organiques anciennes. Les bactéries pourpres sulfureuses (Chromatiales) vivent également dans les régions euxiniques. Elles produisent un pigment accessoire différent, l'okénone, qui est conservé sous forme d'okénone et souvent observé en cooccurrence avec le chlorobactane.

## Techniques de mesure

### Chromatographie en phase gazeusecouplée à laspectrométrie de masse
Les molécules organiques sont d'abord extraites des roches à l'aide de solvants, en exploitant les propriétés chimiques comme la polarité des molécules pour dissoudre les molécules. En général, moins d'un pour cent de la matière organique d'une roche est extraite avec succès au cours de ce processus, laissant derrière elle une matière non dissoute appelée kérogène. L'extrait riche en matières organiques est ensuite purifié à l'aide d'une chromatographie sur colonne de gel de silice. L'élution de l'extrait à travers la colonne avec des solvants ciblés permet d'extraire les contaminants et la matière organique non dissoute restante, qui se lieront aux fractions de silice polaires. Lorsque l'échantillon est ensuite passé dans une colonne de chromatographie en phase gazeuse, les composés se séparent en fonction de leurs points d'ébullition et de leur interaction avec une phase stationnaire dans la colonne. La montée en température d'une colonne de chromatographie en phase gazeuse peut être programmée pour obtenir une séparation optimale des composés. Après la chromatographie en phase gazeuse, les molécules sont ionisées et fragmentées en molécules plus petites et chargées. Un spectromètre de masse sépare ensuite les composés individuels en fonction de leur rapport masse/charge et mesure leur abondance relative, produisant un spectre de masse caractéristique. Les pics représentant l'abondance relative des composés sont identifiés comme des molécules en fonction de leurs temps de rétention relatifs, des correspondances avec une bibliothèque de spectres de masse avec des identités de composés connues et de la comparaison avec des normes.

## Euxinismeocéanique
Parce que les bactéries vertes sulfureuses pigmentées en vert nécessitent des intensités lumineuses plus élevées que leurs homologues pigmentées en brun, la présence de chlorobactane dans les archives rocheuses a été utilisée comme preuve clé dans les interprétations d'une couche euxinique très peu profonde dans l'océan. La zone euxinique a peut-être changé de profondeur dans l'océan à différents moments de l'histoire de la Terre, comme avec l'avènement d'une atmosphère oxygénée il y a environ 2,45 milliards d'années et le rétrécissement de la zone oxique au cours des six derniers millénaires,.